# Fuerza de Policía de Namibia
La Fuerza de Policía de Namibia: (Namibian Police Force en inglés (acrónimo NAMPOL) Es la entidad y fuerza policial nacional de Namibia. Fue establecido por la Constitución de Namibia y promulgado por ley del Parlamento de Namibia. La Fuerza de Policía de Namibia reemplazó a la Policía de África Sudoccidental como la fuerza de policía nacional del país en 1990. Sebastian Ndeitunga fue su inspector general desde 2005 hasta 2022. Joseph Shikongo es el actual inspector general de la Policía. Las funciones de NAMPOL son supervisadas por el Ministerio del Interior, Inmigración, Seguridad y Protección (acrónimo en inglés MHAISS) de la nación  africana.

## Historia
La primera organización encargada de la vigilancia y seguridad policial en el país fue realizada por el "Kaiserliche Schutztruppe" alemán como parte de sus responsabilidades generales cuando Namibia era una colonia del Imperio alemán llamada África del Sudoeste Alemana. Sin embargo, el 1 de marzo de 1905 se estableció la primera policía en debida forma llamada "Kaiserliche Landespolizei fur Deutsch Sudwestafrika".
Durante 1907, la Kaiserliche Landespolizei llegó a tener una fuerza de 400 miembros y ese mismo año recibió su primer vehículo a motor. Sin embargo, el caballo y el camello siguieron siendo desde hace años el medio de transporte estándar en la región. Los camellos se usaban sobre todo en lugares como Stampriet, Tsinsabis y Witdraai. Los últimos camellos se retiraron del servicio poco después de la Segunda Guerra Mundial.

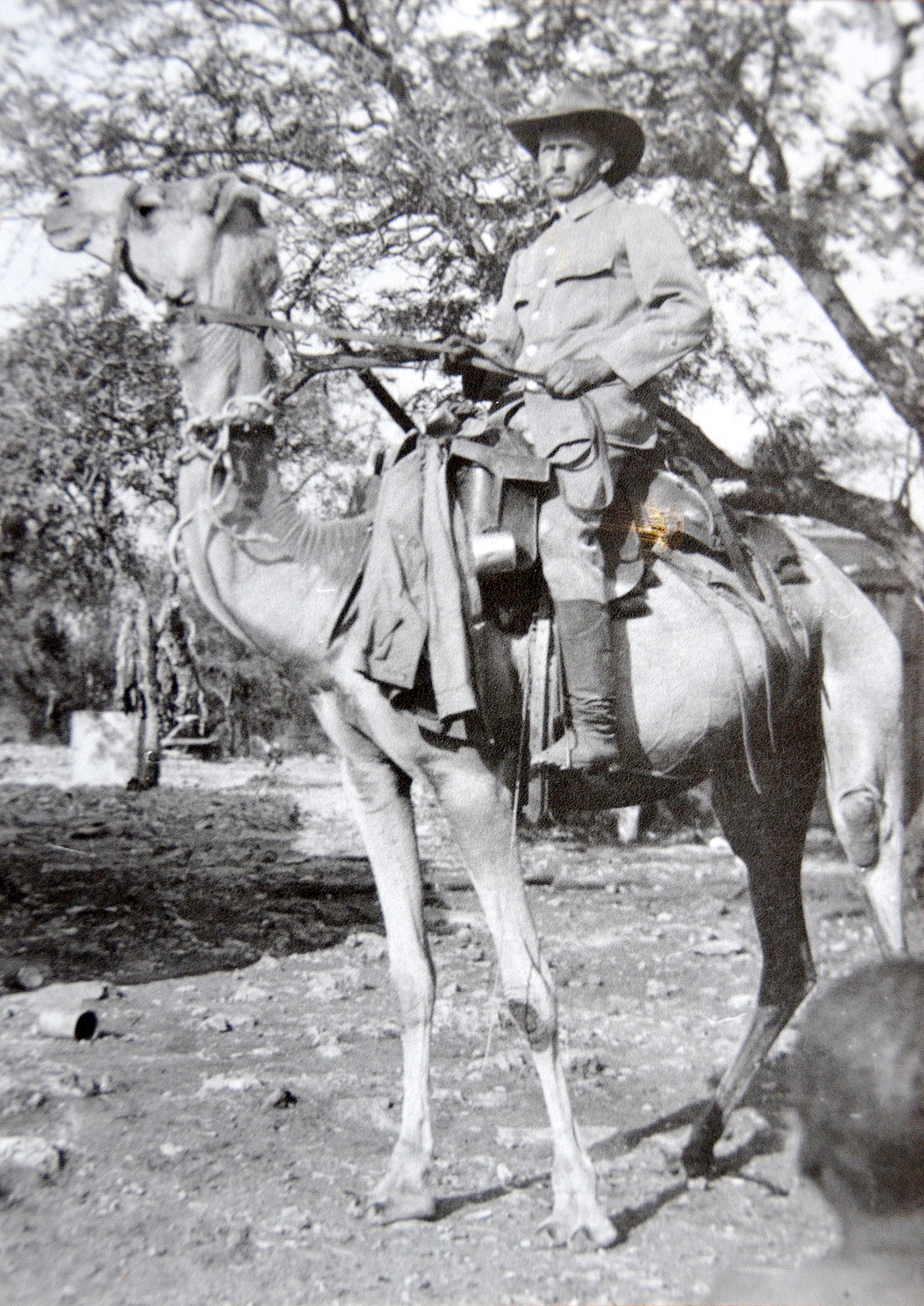
Schutztruppe

### Primera Guerra Mundial
Durante la Primera Guerra Mundial las tropas sudafricanas iniciaron hostilidades con un asalto en la comisaría Ramansdrift el 13 de septiembre de 1914. Los pobladores alemanes fueron transportados a campos de concentración cerca de Pretoria y más tarde en Pietermaritzburg. A causa de la superioridad aplastante de las tropas sudafricanas, la Schutztruppe alemana junto con grupos de voluntarios afrikáner combatientes en la Rebelión Maritz del lado alemán, ofrecieron resistencia solo como una táctica de dilación. El 9 de julio de 1915, Victor Franke, último comandante de la Schutztruppe, capituló cerca de Khorab.
Dos miembros de la Schutztruppe, los profesores de geografía Fritz Jaeger y Leo Waibel, son recordados por sus exploraciones de la parte norte del África sudoeste alemana, que se convirtió en el libro "Contribuciones a la Geografía del África Sudoccidental" (Beiträge zur Landeskunde von Südwestafrika).
Después de la guerra, el área quedó bajo el control británico, creándose luego un mandato de la Sociedad de Naciones a cargo de Sudáfrica.

### Mandato Británico- Sudafricano
El período de fuerza policial por parte de la "Landespolizei" cesó con la invasión de Sudáfrica durante la Primera Guerra Mundial, donde después el servicio policial  regreso a una esfera militar. Cinco regimientos del fusilero montado de Sudáfrica permanecieron en el país en funciones de guarnición y vigilancia después de la retirada de la Fuerza de Ocupación de Sudáfrica.
Mientras tanto, comenzó el reclutamiento de una fuerza de policía militar en Bloemfontein (Sudáfrica) y durante febrero de 1916, El nuevo organismo asumió la función policial con 52 oficiales y 1100 otros rangos.
También durante 1916 se estableció un Centro de Formación con 16 instructores para la formación de los miembros que en su mayoría eran jóvenes y sin experiencia. Fueron sometidos a un curso intensivo de capacitación de cinco meses. El Centro de Capacitación también entrenó perros policía que siguieron los pasos de la "Landespolizei", que también usaba perros para fines de detección. La fuerza de policía militar se disolvió el 31 de diciembre de 1919 y los miembros fueron incorporados a la fuerza de policía de África del Sudoeste. Se estableció una unidad de detectives durante mayo de 1920.
Las patrullas de la policía montada en Khomas Hochland normalmente duraban tres semanas seguidas y algunas de las patrullas de camellos duraban hasta 65 días. Durante 1939, la fuerza policial del África del Sudoeste se disolvió y la policía sudafricana asumió la responsabilidad policial. El 1 de abril de 1981, la policía sudafricana transfirió la función policial a una fuerza policial de África sudoccidental recién establecida.

### Namibia
El 21 de marzo de 1990, el país se independizó y, junto con la naciente nación de Namibia, fue también el nacimiento de la nueva Policía de Namibia.

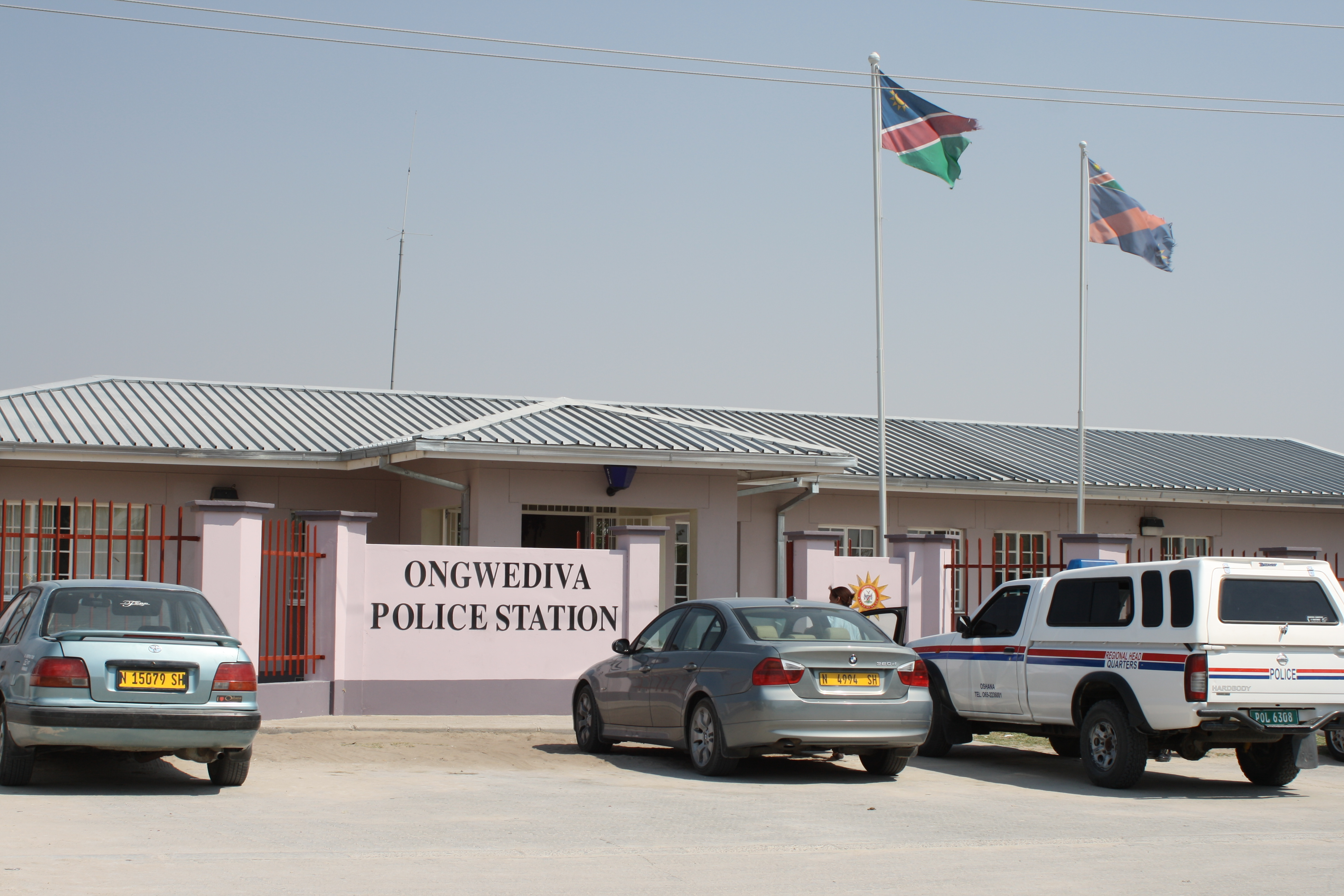
Comisaría de Ongwediva

Bandera de la Policía de Namibia(1991-2009)

## Organización
La Policía Namibiana está dirigida por un inspector general que tiene el grado de teniente general. El inspector general está sustituido por dos inspectores generales adjuntos, ambos con el rango de general de división. Los dos subinspectores generales son responsables de la administración y las operaciones.

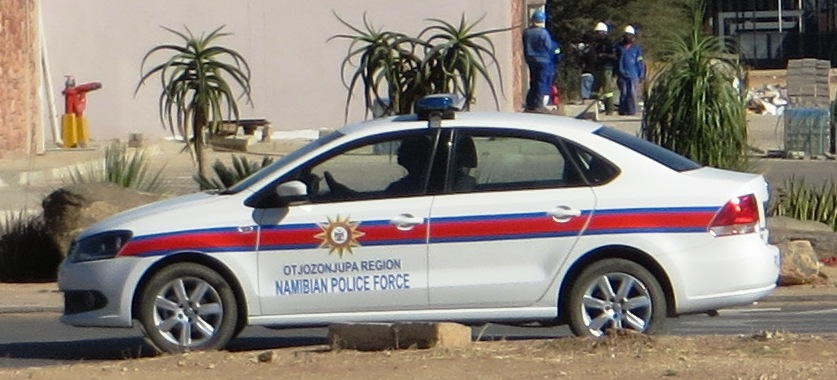
Automóvil de Policía de Namibia

### Estructura
- Inspector general de la Policía
- Oficina Principal del Personal
- Dirección de Ramas Especiales

#### Área Administrativa
- Subinspector general de Administración

1. Dirección de Finanza
2. Dirección de Género y Bienestar
3. Dirección de Recursos Humanos
4. Dirección de Investigaciones Internas
5. Dirección de Compras y Logística
6. Dirección de Formación y Desarrollo
7. Dirección de Política de Fuerza, Planificación y Desarrollo

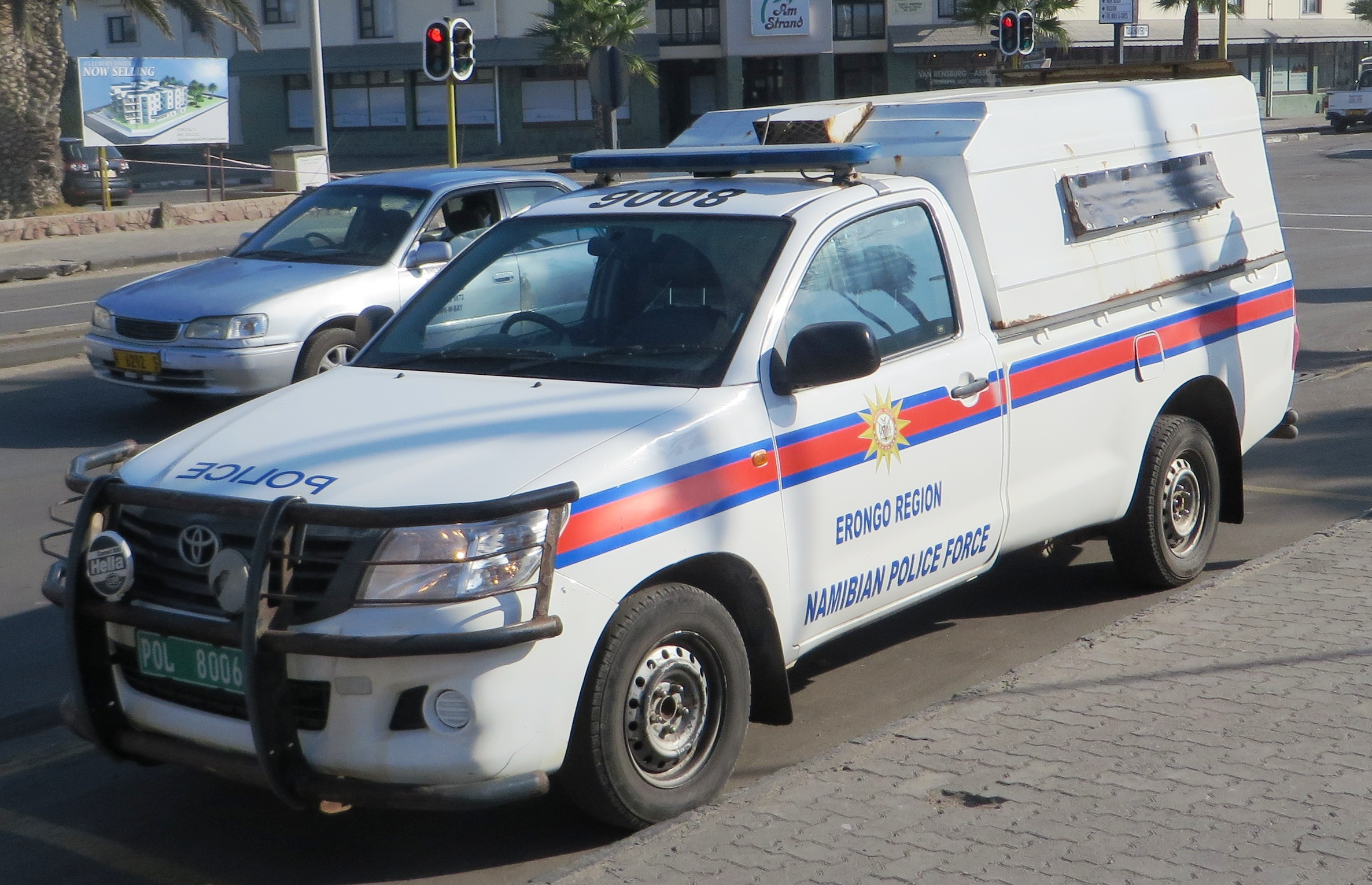
Automóvil de Policía de Namibia

8. División de Relaciones Públicas

#### Área de Operaciones
- Subinspector general de operaciones

1. Dirección de Prevención del Delito
2. Dirección de Protección y Seguridad de personalidades o Vip
3. Dirección de Fuerzas Especiales
4. Dirección de Investigaciones Criminales
5. Instituto Nacional de Ciencias Forenses
6. Dirección de Comunicaciones
7. División de Cumplimiento de las Leyes de Tránsito
8. Dirección del Ala Aérea de la Fuerza de Policía de Namibia
9. Dirección de la Fuerza de Reserva Especial
10. Dirección de Seguridad Agropecuaria
11. División de Operaciones Especiales
12. División de Control de Explosivos
13. Dirección del Ala Marítima de la Fuerza de Policía de Namibia

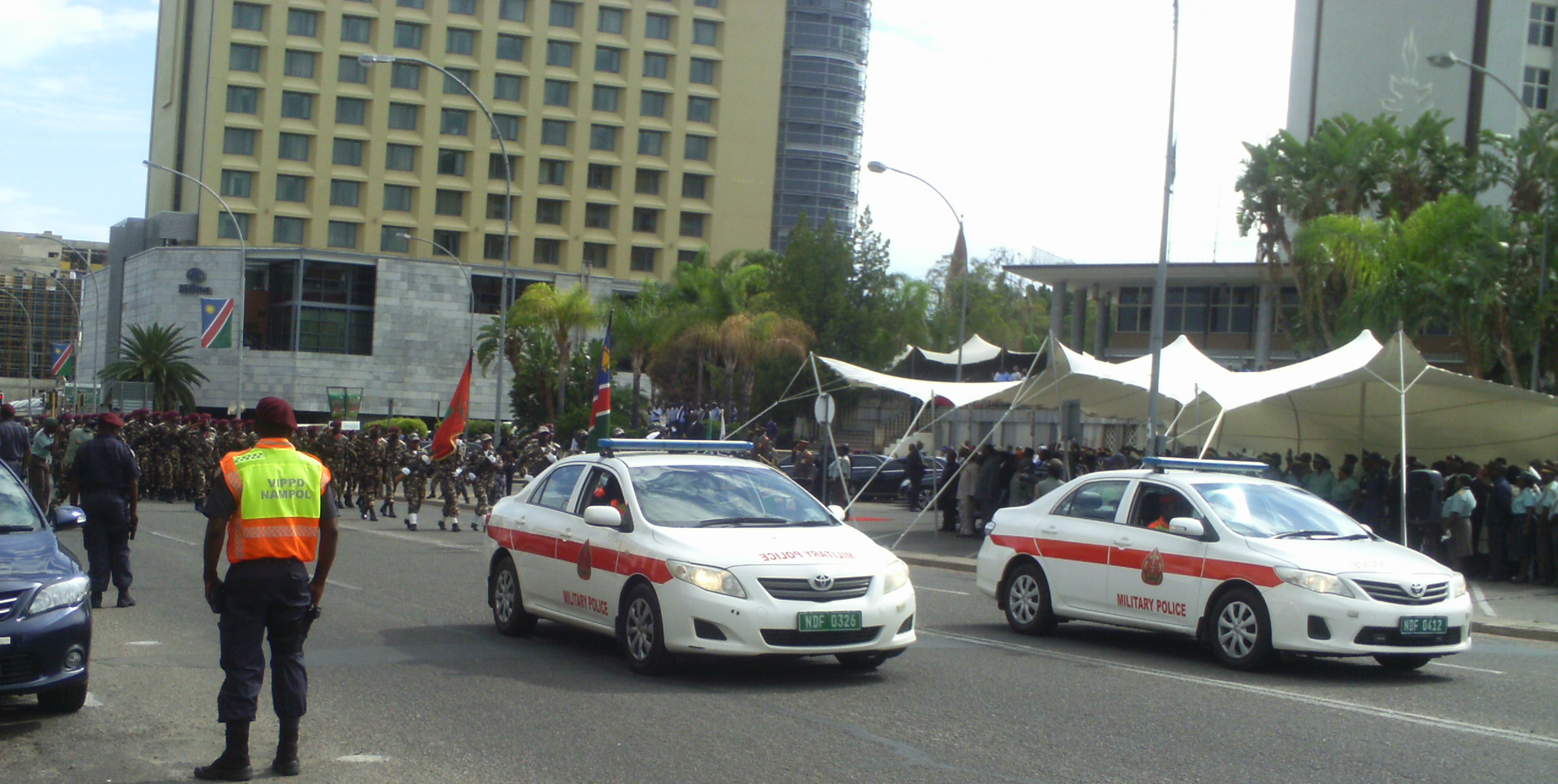
Escolta de la policía de Namibia durante desfile

## Comandados Regionales de Policía
Todas las operaciones policiales en las 14 regiones de Namibia están dirigidas por un comandante regional con rango de comisionado. La región de Khomas que alberga la sede del gobierno y la ciudad capital es una excepción, ya que el comandante regional es un Mayor general.

## Rangos

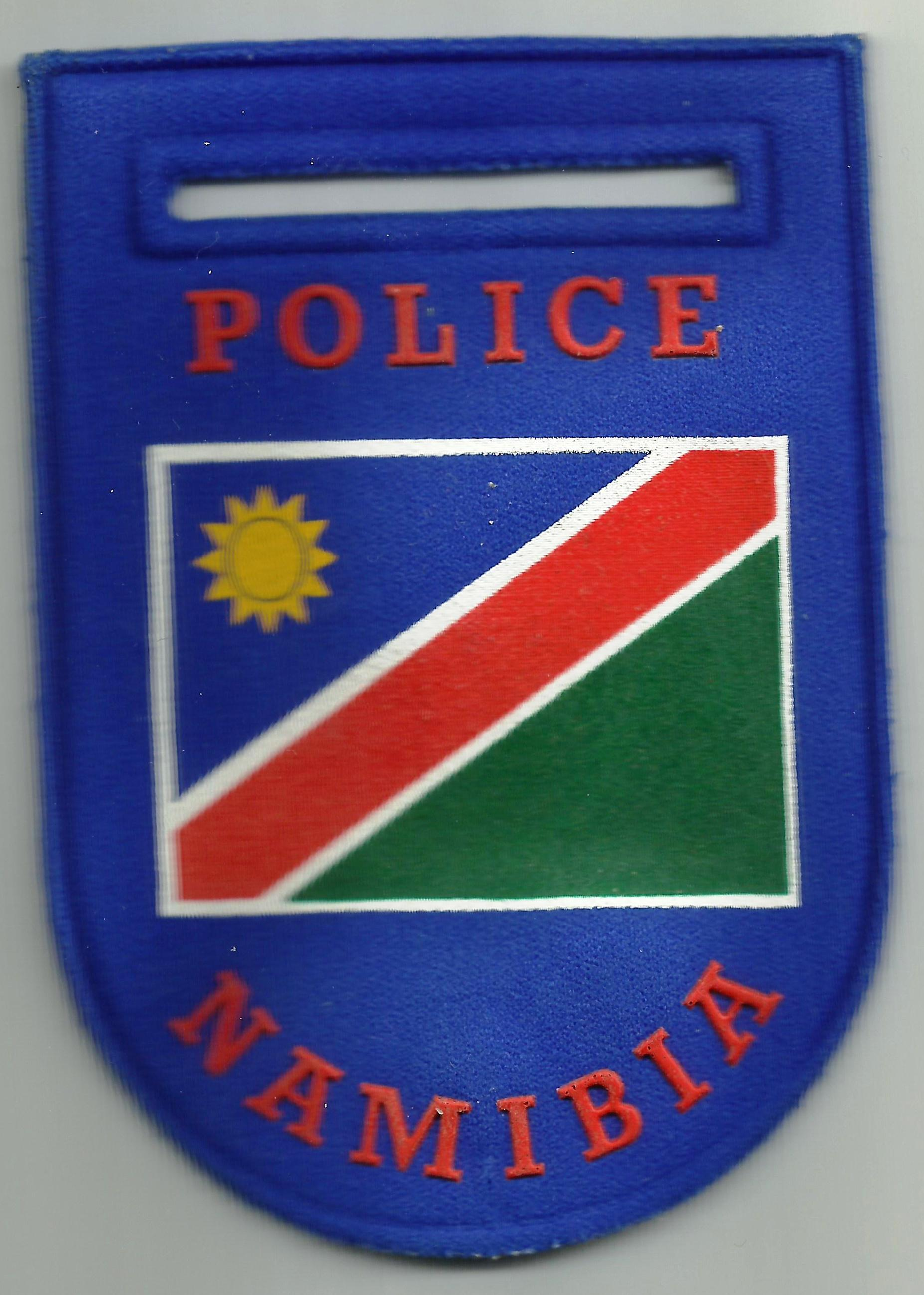
Parche policial de Namibia

- Oficial de Policía
- Condestable
- Sargento Primero
- Sargento Segundo
- Suboficial mayor Primero
- Suboficial mayor Segundo
- Inspector
- Jefe Inspector
- Subcomisionado
- Comisionado
- Mayor general
- Teniente general

## Ala Aérea de la Fuerza de Policía de Namibia
La Policía de Namibia opera una flota de 3 helicópteros.
- Helicópteros :

1. Helicóptero Eurocopter EC145
2. Helicóptero Eurocopter AS350

## Ala Marítima de la Fuerza de Policía de Namibia
Ala Marítima de la Policía es pequeña y consta de una serie de lanchas estacionados en la región de Zambezi y una lancha patrullera en Bahia de Walvis.